# Gisela Hahn
Gisela Hahn (Briesen, 13 maggio 1943) è un'attrice tedesca.

## Biografia
Nata a Wąbrzeźno, in Polonia, durante l'occupazione germanica della seconda guerra mondiale, e pertanto di nazionalità tedesca, debuttò in Die lustigen Weiber von Tirol, un musical del 1964 prodotto in Germania dell’Ovest.
Una significativa notorietà la ottenne poi con la partecipazione al film western Lo chiamavano Trinità..., interpretando il ruolo di Sarah.
In carriera ha partecipato a più di cinquanta film, soprattutto in Italia, svolgendo anche il ruolo di doppiatrice, dando voce ad alcuni personaggi femminili in italiano con un lieve accento nordico.

## Filmografia parziale
- Agente Jo Walker - Operazione Estremo Oriente (Kommissar X - In den Klauen des goldenen Drachen), regia di Gianfranco Parolini (1966)
- Muori lentamente... te la godi di più (Mister Dynamit - morgen küßt Euch der Tod), regia di Franz Josef Gottlieb (1967)
- Revenge, regia di Pino Tosini (1969)
- Le piacevoli esperienze di una giovane cameriera (La Servante), regia di Jacques-Paul Bertrand (1970)
- Lo chiamavano Trinità..., regia di E.B. Clucher (1970)
- Gradiva, regia di Giorgio Albertazzi (1970)
- Viva la muerte... tua!, regia di Duccio Tessari (1971)
- Arriva Durango... paga o muori, regia di Roberto Bianchi Montero (1971)
- F.B.I. operazione Pakistan, regia di Harald Reinl (1971)
- Incensurato provata disonestà carriera assicurata cercasi, regia di Marcello Baldi (1972)
- Zambo, il dominatore della foresta, regia di Bitto Albertini (1972)
- È simpatico, ma gli romperei il muso (César et Rosalie), regia di Claude Sautet (1972)
- Commissariato di notturna, regia di Guido Leoni (1974)
- Zanna Bianca alla riscossa, regia di Tonino Ricci (1974)
- L'usignolo e l'allodola, regia di Sigi Rothemund (1974)
- Chi ha rubato il tesoro dello scia?, regia di Guido Leoni (1974)
- La supplente, regia di Guido Leoni (1975)
- Marcia trionfale, regia di Marco Bellocchio (1976)
- Le avventure e gli amori di Scaramouche, regia di Enzo G. Castellari (1976)
- Il comune senso del pudore, regia di Alberto Sordi (1976)
- L'amaro caso della baronessa di Carini, sceneggiato televisivo, regia di Daniele D'Anza (1975)
- I padroni della città, regia di Fernando Di Leo (1976)
- Le seminariste, regia di Guido Leoni (1976)
- L'ultimo aereo per Venezia, sceneggiato televisivo, regia di Daniele D'Anza (1977)
- Cosmo 2000 - Battaglie negli spazi stellari, regia di Alfonso Brescia (1978)
- Ernesto, regia di Salvatore Samperi (1979)
- White Pop Jesus, regia di Luigi Petrini (1980)
- Contamination, regia di Luigi Cozzi (1980)
- Il cacciatore di uomini (El caníbal), regia di Jesús Franco (1980)
- Bosco d'amore, regia di Alberto Bevilacqua (1981)
- Banana Joe, regia di Steno (1982)
- Die Jäger, regia di Károly Makk (1982)
- ...e la vita continua – miniserie TV (1984)
- Il nostro amico Charly – serie TV (2006)
- Overdose, regia di Ilka Sparringa (2021)

## Doppiatrici italiane
- Serena Verdirosi in Lo chiamavano Trinità...
- Liliana Sorrentino in Arriva Durango... paga o muori
- Mirella Pace in Zanna Bianca alla riscossa
- Flaminia Jandolo in La supplente